# Елизабет Ром
Елизабет Ром (28. април 1973) је америчка телевизијска и филмска глумица.
Елизабет ром је најпознатија по улози Серене Садерлин у серији Ред и закон.